# Jonas Høgh-Christensen
Jonas Høgh-Christensen (21 maggio 1981) è un velista danese.

## Palmarès

### Olimpiadi
- 1 medaglia:
  - 1 argento (Londra 2012 nella classe Finn)